# Rude Boy (film)
Rude Boy (Ragazzo Maleducato) è un film-documentario del 1980 sul gruppo musicale punk rock britannico The Clash. Il titolo deriva dalla subcultura Rude Boy sviluppatasi in Giamaica negli anni sessanta. È stato pubblicato in DVD negli Stati Uniti d'America nel 2006, ovvero qualche anno dopo la morte di Joe Strummer avvenuta nel 2002.

## Trama
Il film racconta la storia del londinese Ray Gange che lasciò il suo lavoro in un sexy shop a Soho, Londra, per lavorare durante i tour dello storico gruppo punk rock band The Clash. Nel film sono riprese, tra l'altro, le tappe del "Sort It Out" tour, la registrazione dell'album Give 'Em Enough Rope, e l'apparizione della band al concerto di Rock Against Racism del 1978.